# Gaijin Entertainment
Niektóre z zamieszczonych tu informacji od 2022-03 wymagają weryfikacji.
Dokładniejsze informacje o tym, co należy poprawić, być może znajdują się w dyskusji tego artykułu.
 Po wyeliminowaniu niedoskonałości należy usunąć szablon {{Dopracować}} z tego artykułu.
Gaijin Entertainment – europejski deweloper i wydawca gier wideo z siedzibą w Budapeszcie. Firma została założona w Rosji w 2002 roku i przeniesiona na Węgry w 2015 roku. Posiada także biura na Cyprze, Łotwie, w Niemczech, Zjednoczonych Emiratach Arabskich i Armenii.
Firma znana jest głównie z gier War Thunder, Crossout, Star Conflict, CRSED: FOAD (wcześniej Cuisine Royale) i Enlisted.

## Historia
Spółka została założona w 2002 roku w Rosji, przez braci Antona i Kiriłła Judincewych, oraz Aleksieja Wołynskowa.
Pierwszym „dużym” projektem była gra BUMER (Бумер: Сорванные башни), wydana w 2003 (wyścigi/FPS; gra oparta na filmie Beema) na komputery PC (poza Rosją gra miała być wydana jako Gangsta Ride).
Od 2004 z biurem w Moskwie (początkowo w mieście Korolow – zamkniętym na przełomie 2004/2005).
W 2006 otwarto biuro w Stanach Zjednoczonych, zamknięte w 2013.
W 2013 otwarto biuro w Londynie.
W 2014 otwarto biuro w Niemczech, które zarządzało globalnymi operacjami i marketingiem.
Na Węgrzech założono dwie powiązane spółki: Gaijin Distribution (2013) i Gaijin Games (2017).
W 2015 zmieniono siedzibę na miasto Budapeszt w Węgrzech.
Od 2022 roku w Moskwie nie było biur.
Posiada biura na Węgrzech, Cyprze i Łotwie oraz w Niemczech, Zjednoczonych Emiratach Arabskich i Armenii. Firma zatrudnia około 200 pracowników podzielonych między te biura, z czego 60 pracuje w centrali na Węgrzech.
Obecnie wszystkie gry online Gaijin są obsługiwane z Niemiec, Cypru i Węgier, podczas gdy rozwój jest rozproszony po całej Europie.

## Wyprodukowane gry
- Adrenalin: Ekstremalna Szybkość (2005)
- X-Blades (2007)
- Streets of Moscow (2007)
- Paragraph 78 (2007)
- Il-2 Sturmovik: Birds of Prey (2009)
- Wings of Prey: Skrzydła Chwały (2009, PC, bazuje na IL-2 Sturmovik: Birds of Prey)[25]
- Apache: Air Assault (2010)
- Battle vs. Chess (2010)
- Wings of Prey: Wings of Luftwaffe (2010)
- War Thunder (początkowo World of Planes) (2011)
- Star Conflict (2012)
- Birds of Steel (2012)
- Blades of Time (2012)
- Crossout (2017)
- Enlisted (2021)